# 苏巴什·普拉萨德·古普塔
苏巴什·普拉萨德·古普塔（1975年1月7日—），又譯苏巴斯·普拉萨德·古普塔，印度外交官，現任印度駐蘇里南大使。

## 經歷
苏巴什·普拉萨德·古普塔生於1975年1月7日，出身比哈爾邦。他擁有政治學碩士學位以及大眾傳播與新聞學的碩士後文憑。
2006年，古普塔以職業外交官（印度外事服務）的身份加入印度外交部。他曾在印度駐安卡拉、伊斯坦堡、喀土穆和維也納的外交使團中擔任過各種職位。在總部任職期間，2015年至2017年，他擔任南方司的處長，負責管理印度與東盟國家、老撾、柬埔寨、越南及太平洋島國的雙邊關係。在2017年至2020年擔任多邊事務參贊期間，他為印度與在維也納的聯合國機構（包括國際原子能機構）、出口控制制度及其他國際組織的多邊關係作出了貢獻。在被任命為印度駐蘇里南大使之前，他於2020年至2024年期間擔任印度駐河內大使館的使團副團長。
2024年7月14日，古普塔被任命爲印度駐蘇里南大使，同年八月到任。

## 個人生活
古普塔能說印地語及其方言、英語、邁蒂利語、梵語、烏爾都語及土耳其語。他的愛好包括寫作、旅行、觀鳥和攝影。他已出版了三本印地語詩集，分別名為《Anvarat Safar》、《Anvarat Mausam》和《Anvarat Ishq》。
與妻子魯奇·古普塔（Ruchi Gupta）育有兩個孩子。